# Morten Breum
Morten Breum (Aarhus, 1982) is een Deense DJ en producer. In 2009 kwam het album Drop! uit. Met het nummer "Domestic" heeft Breum samen met Nik & Jay, die ook meewerkten aan het nummer "Højere vildere (skru op for den bitch)", een prijs gewonnen bij de Deense Deejay Awards. Verder is hij bekend van "On It!", "Højere vildere" (met Rune RK), "Heads Up", "Hamra", "Look Closer", "Larva", "Beautiful Heartbeat" (Met Frida Sundemo), "Never Be Alone" (met David Guetta & Aloe Blacc).